# 12535 Fazlurahman
12535 Fazlurahman este o planetă minoră (asteroid), cu un diametru de 11,041 km, din centura de asteroizi. A fost descoperită pe 24 iunie 1998 la Experimental Test Site⁠(d) de Lincoln Near-Earth Asteroid Research. 
Obiectul prezintă o orbită caracterizată de o semiaxă mare de 2,6041942 UAi, o excentricitate de 0,13, o înclinație de 9,6066 ° în raport cu ecliptica.